# عدنان نايفة
عدنان حسن أحمد نايفة (10 يناير 1940 – ) بروفيسور وعالم هندسة ميكانيك وطيران فلسطيني، وُلد في مدينة طولكرم بالضفة الغربية، يُعد من علماء الهندسة الميكانيكية في العالم، وقد عمل في وكالة الفضاء الأمريكية (ناسا) وعددٍ آخر من المؤسسات الحكومية والعلمية والصناعية في الولايات المتحدة الأمريكية، كما عمل مع عالم الفضاء نيل آرمسترونغ حيث ربطتهما علاقة عمل وصداقة.

## نشأته وتحصيله العلمي
وُلد عدنان حسن أحمد نايفة في مدينة طولكرم بالضفة الغربية بتاريخ 10 يناير 1940. تلقى تعليمه الابتدائي والإعدادي والثانوي في مدارس مدينة طولكرم، ودرس بالمدرسة الفاضلية التاريخية بالمدينة.
حصل على درجات البكالوريوس والماجستير والدكتوراه في الهندسة الميكانيكية والطيران من الولايات المتحدة الأمريكية، حيث نال درجة البكالوريوس في الهندسة من جامعة ولاية سان فرانسيسكو عام 1965، ودرجة الماجستير في الهندسة من جامعة مينيسوتا عام 1967، ونال عام 1971 درجة الدكتوراه في هندسة الطيران والميكانيك من جامعة كاليفورنيا في سان دييغو.

## حياته الشخصية
نشأ العالِم عدنان نايفة في كنف أسرة عُرفت بالعلم؛ فهو شقيق كُلٍ من: العالِم علي نايفة، والعالِم منير نايفة، والعالِم تيسير نايفة.

## حياته العلمية والعملية
عمل منذ عام 1971 في مجال البحث العلمي في الولايات المتحدة الأمريكية في مؤسساتٍ حكوميةٍ وخاصةٍ حيث أجرى أبحاثًا واستشاراتٍ لها، فعمل باحثًا علميًا لدى شركة "الأنظمة والعلوم والبرمجيات" في ضاحية لاهويا منذ مارس 1971 وحتى ديسمبر 1974، ولدى جامعة كاليفورنيا في سان دييغو عام 1975.
انتقل في ديسمبر 1975 إلى جامعة سينسيناتي ليعمل عمل فيها أستاذًا مشاركًا، وفي سبتمبر 1978 نال درجة الأستاذية (بروفيسور) من الجامعة فعمل أستاذًا فيها منذ سبتمبر 1978.
منذ عام 1977 وحتى عام 2005 عمل في الأبحاث العلمية لدى لدى سلاح الجو الأمريكي "رايت باترسون"، ومنذ أغسطس 1978 لغاية سبتمبر 1983 عمل لدى مختبرات أبحاث الأنظمة، ومنذ سبتمبر 1983 وحتى يونيو 1985 عمل لدى معهد أبحاث جامعة ديتون.
انتقل إلى الأردن عام 1981 ولغاية عام 1985، حيث عمل في جامعة اليرموك في الأردن منذ يناير 1981 وحتى سبتمبر 1985، فكان فيها أستاذًا للهندسة الميكانيكية منذ يناير 1981، ثم عميدًا لكلية الدراسات العليا والبحث العلمي فيها منذ سبتمبر 1983 وحتى سبتمبر 1984، ثم عميدًا لكلية العلوم منذ سبتمبر 1984 وحتى سبتمبر 1985.
عاد بعد ذلك إلى الولايات المتحدة حيث عمل فيها مستشارًا علميًا للعديد من المؤسسات الحكومية والعلمية والصناعية والجامعات، حيث عمل لدى شركة سيستران [الإنجليزية] منذ يونيو 1985 وحتى أبريل 1990، ولدى جامعة دركسل منذ سبتمبر 1986 وحتى سبتمبر 1992، ولدى شركة جنرال إلكتريك منذ أبريل 1989 وحتى عام 2003، وعمل أستاذًا "لكرسي شنايدر للهندسة" في جامعة سينسيناتي منذ عام 1990.
عمل أستاذًا زائرًا في جامعة باريس في فرنسا منذ يونيو 1990 وحتى يوليو 1991، ثم عمل في الولايات المتحدة لدى شركة ترانس ساينس (Trans-Science Corporation) في ضاحية لاهويا منذ عام 1993 وحتى عام 1996. وعمل لدى وكالة فضاء ناسا الأمريكية، والمؤسسة الوطنية الأمريكية للعلوم، وشركة جونسون آند جونسون الأمريكية، وغيرها. كما عمل مع عالم الفضاء نيل آرمسترونغ حيث ربطتهما علاقة عمل وصداقة.
عاد بعد ذلك مجددًا إلى الأردن عام 2001، حيث عمل في الجامعة الهاشمية أستاذًا "لكرسي سمير شما للفيزياء" في الجامعة منذ سبتمبر 2001 وحتى سبتمبر 2002، ثم عمل نائبًا لرئيس الجامعة منذ سبتمبر 2002 وحتى سبتمبر 2003، كما انتقل بعد ذلك إلى قطر حيث عمل عميدًا لكلية الهندسة في جامعة قطر بالعاصمة القطرية الدوحة منذ يناير 2003 وحتى سبتمبر 2005.
عمل بعد ذلك نائبًا لرئيس جامعة الإسراء في الأردن منذ أكتوبر 2005 وحتى أغسطس 2006، ثم تولى منصب رئيس جامعة الزرقاء الأردنية منذ 30 أغسطس 2006 وحتى عام 2012، كما كان عضوًا في مجلس التعليم العالي الأردني عامي 2006 و2007، ومستشارًا خاصًا لرئيس جامعة الملك سعود في السعودية منذ عام 2008 وحتى عام 2012، ومستشارًا خاصًا لنائب رئيس جامعة الملك عبد العزيز في السعودية منذ عام 2012.
وهو عضو في عددٍ من الجمعيات المهنية العلمية من أبرزها المعهد الأمريكي للملاحة الجوية والفضائية (AIAA)، وخبيرًا ومستشارًا دوليًا في مجال الجودة والاعتماد الأكاديمي لبرامج التعليم العالي لعددٍ من الجامعات الفلسطينية والأردنية والسعودية والقطرية.

## مؤلفاته
- كتاب "Wave Propagation in Layered Anisotropic Media: with Applications to Composites" (انتشار الموجات في الوسائط المتباينة الخواص الطبقية: مع تطبيقات على المواد المركبة)، باللغة الإنجليزية، عام 1995.[14][15]

## أبحاثه
له عشرات الأبحاث، من أبرزها:
- بحث "Geometric modeling and analysis of large latticed surfaces" (النمذجة الهندسية وتحليل الأسطح الشبكية الكبيرة)، باللغة الإنجليزية، عام 1980، لدى وكالة فضاء ناسا.[16][17]

## جوائز
حصل على العديد من الجوائز العلمية والأكاديمية، من أبرزها:
- جائزة تقدير وكالة ناسا الأمريكية.[6]

- جوائز البحث والتدريس من جامعة اليرموك الأردنية، (1981–1985).[6]

- أستاذ "كرسي شنايدر للهندسة" في جامعة سينسيناتي الأمريكية، منذ عام 1990.[6]

- لقب أستاذ فخري (Emeritus Professor) للهندسة من جامعة سينسيناتي الأمريكية.[6]

- أستاذ "كرسي سمير شما للفيزياء" في الجامعة الهاشمية الأردنية، منذ سبتمبر 2001 وحتى سبتمبر 2002.[6]

- اختير عام 2020 ضمن أفضل 2% من علماء العالم الأكثر استشهادًا بأبحاثهم في مجال هندسة الطيران والميكانيك وفق التصنيف العالمي لجامعة ستانفورد.[18]

## وصلات خارجية
- كلمة عدنان نايفة في حفل تخرج جامعة فلسطين التقنية خضوري في مدينته طولكرم، بتاريخ 25 مايو 2017 على يوتيوب
- عدنان نايفة على موقع المكتبة المفتوحة (الإنجليزية)